# Állam (dialógus)

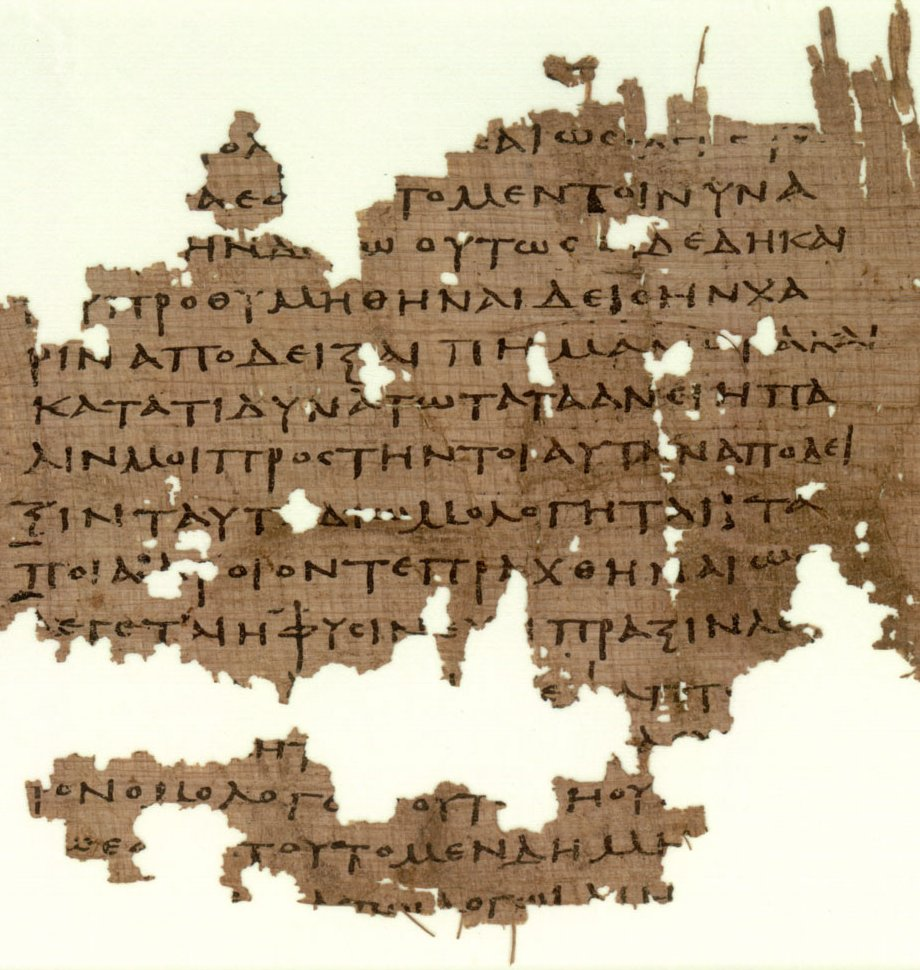
Az Állam dialógus 3. századi papírusztöredéken

Az Állam (ógörög nyelven: Politeia) című dialógus Platón munkásságának a második korszakában, i. e. 375 körül íródott. Ebben a művében az ideális állam modelljét próbálja megalkotni. Annak ellenére, hogy a műben a konkrét görög történelem problémáit is felveti, mégsem a reális állapotokat, hanem a lehető legjobb államról alkotott elképzeléseit írja le. Platón államelmélete utópia.
Platón államelméletének ismertetőjegye a folyamatos analógia az egyénnel: a lélekhez hasonlóan, az államot is három részre tagolhatónak gondolta:
- Az uralkodó rend. Csak a legbölcsebb emberek állhatnak az állam élén, mert csak ők képesek gondoskodni a népről. Ezt a rendet Platón az oktatók, vagy filozófusok rendjének nevezte.
- Az őrök rendje. Ők kell, hogy gondoskodjanak az állam külső és belső védelméről. Ez a katonák rendje.
- A többi polgár: a parasztok, kézművesek, iparosok és mindenki, aki a közösség ellátásán dolgozik, alkotja a földművesek rendjét.

Az Állam című mű tíz könyvből épül fel.

## I. könyv
Az első könyv fő témája az igazságosság fogalmának a meghatározása.
Thraszümakhosz, a híres szofista szerint egy államban az számít igazságosnak, ami az uralkodó rétegnek hasznosnak bizonyul. A hatalmat mindig az erősebb érdeke határozza meg, ők mondják meg azt is, hogy mi számít igazságosnak és mi nem. Thraszümakhosz szerint mindenki igazságtalan lenne, ha meglenne hozzá a megfelelő hatalma. Az igazságosság gyengeségből és félelemből fakad: senki sem jószántából igazságos.
Szókratész az államban levő vezetők és alattvalók egymáshoz való viszonyát a kormányos és hajós, a pásztor és a nyáj, az orvos és a beteg viszonyához hasonlítja. A hasonlatok célja annak kimutatása, hogy az igazi vezető az alávetettek javát tarja szem előtt, és nem a saját hasznát. Ahogyan a kormányost sem azért hívják kormányosnak, mert a tengeren hajózik, hanem a tudománya miatt nevezik így, a vezetőt is tudománya miatt nevezik vezetőnek. Ha a vezetés tudománya hiányzik belőle, akkor nem vezető, hanem zsarnok a neve. A további részben Szókratész rámutat arra a tényre, hogy minden mesterember a saját mesterségében a jót, az erényt keresi: az orvos a test javát, a lovász a lovai javát stb. Ebből következően a vezető is leginkább az alattvalói javát keresi: „Eszerint ő, Thraszümakhosz, senki emberfia semmiféle uralomban, amennyiben igazi vezér, nem keresi-rendeli a maga javát, hanem az alattvalói javát, akiket mesterségével szolgál. És bármit tesz vagy beszél, arra nézve tesz vagy beszél: mi szolgál alattvalója javára.”
Thraszümakhosz válasza az, hogy a juhász sem a birkái javát keresi, hanem a húsuk és a gyapjuk miatt gondozza őket, ugyanígy járnak el az államok vezetői az alattvalókkal. A mindennapi életben is azt mutatja a tapasztalat, hogy az igazságtalan nagyobb hasznot húz mindenből, mint az igazságos.
Szókratész válasza az, hogy az igazán jó uralkodó nem anyagi javak sem a becsvágy kedvéért uralkodik, hanem azért, mert nincs nálánál megfelelőbb ember, akire ezt áthárítaná. Az igazi uralkodó kényszerűségből uralkodik: „Azt hiszem, ha az állam csupa jó emberekből állna, az mind azért tusázna egymással, hogy ne uralkodjék.”
A következő részben Szókratész kimutatja, hogy igazságosság nélkül még egy csupa rablókból álló állam sem működne: az igazságtalanság széthúzást, gyűlöletet, ellenségeskedést szül. A végkövetkeztetése az első könyvnek az, hogy "sohasem előnyösebb az igazságtalanság az igazságosságnál".

## II. könyv
Ebben a részben Glaukón újra elbeszéli Thraszümakhosz nézetét az igazságossággal kapcsolatban, amely szerint az igazságtalanság elkövetése jó, elszenvedése rossz dolog. Senki sem jószántából igazságos: a gyöngébbek számára előnyösebb, ha valamilyen szerződést kötnek arról, hogy nem is tesznek, és el sem szenvednek igazságtalanságot. Így születtek meg a törvények is: a gyengék hozták létre őket, hogy életüket biztosítsák. Az emberi törvények természetellenesek, az igazi természeti törvények az erősebb, az ököl jogáról szólnak.

## III. könyv
A legjobb államberendezkedés az őrök egységes nevelése útján valósítható meg, a legjobbakat és a csenevészeket ki kell választani és más rendekbe rakni. A fiúgyerekeket neveléssel fegyelmezett férfiakká kell nevelni, Platón részletesen leírja a nevelés testi – lelki folyamatát, hogy milyen zenével, milyen mesékkel alakíthatók a gyerekek a kívánt tulajdonságúakra. Például Homéroszt hallgatniuk tilos, mert irigyeknek és bosszúállóknak ábrázolja az isteneket. Festményeken csak erényes embereket és isteneket szabad ábrázolni, nehogy a gyerekekre káros hatással legyenek. Az asszonyszerzést, a házasságot és a gyermeknemzést köztulajdonná kell tenni, hogy elkerüljék az olyan motivációkat, hogy az őrök hatalmukat befelé vessék be. Röviden: a magántulajdon tilos.

## IV. könyv
A negyedik könyv azzal a gondolattal indul, hogy a gondolatban megalapítható állam célja az egész államnak, mint egységnek a boldogsága, nem köthető az egyes egyénekhez. Egy államban akkor működik az igazságosság, azaz akkor boldogok az állam polgárai, ha mindenki a saját dolgát végzi, azt a dolgát, amire a természettől fogva a legalkalmasabb. Így mindenki csak azzal foglalkozik, amihez a legjobban ért, amihez van tehetsége, ez lesz az állam fő erénye.
Egy jól szervezett államban sem gazdagok sem szegény emberek nem lehetnek, mert aki meggazdagszik, az el fogja hanyagolni a mesterségét. Ha pedig szegény valaki akkor akadályoztatva lesz abban, hogy beszerezze munkájához való szerszámokat, anyagot és ez ugyancsak a munka rovására fog menni. Az gazdagság elpuhultsághoz, lomhasághoz és forrongásokhoz vezet, a szegénység pedig szolgalelkűséget és kontárkodást idéz elő. Továbbá az állam polgárai jól edzett, sem nem kövér, sem nem sovány emberek kell hogy legyenek, mivel előfordulhat, hogy hadba kell szállni, és akkor hiába van rá pénz, ha nincs megfelelő harcos.
Az állam méretét tekintve csak addig kell növelni a határokat ameddig az egységes marad.
A legfőbb és legelső törvények a szentélyek alapítása, áldozatok s egyéb, isteneknek, démonoknak és héroszoknak járó tisztelet adása. Ezekben a kérdésekben kizárólag az ősi tanácsadókra szabad hallgatni, ilyesmikben minden nép ősi tanácsadója az isten "aki a föld köldökén ülve ad útmutatást."
Az államban, Platón szerint, négy erény működik: a bölcsesség, a bátorság, a mértékletesség és az igazságosság. A legfelső szinten a bölcsesség és az igazságosság áll, ez a vezetők és az őrök tudása. A bölcsesség az egész állam érdekében való döntéshozás tudománya, a jó elhatározás képessége. A következő szint a bátorság, amelyet Platón úgy határoz meg mint "szilárd és helyes vélemény arról, hogy mi félelmetes és mi nem". Ez az erény az őrök fő erénye. A mértékletesség, nem rendelhető egyik réteghez sem, az egész államot át kell hatnia.

## V. könyv
Az ötödik könyv tárgyalja a nő- és a gyermekközösség eszméjét, valamint azt, hogy az őröknek nem lehet magántulajdonuk.
Asszony- és gyermekközösség: a nők nevelése és kötelezettségei ugyanazok mint a férfiaké, csak fokozati különbség van (a nő mindenben gyengébb, mint a férfi). Azonban a nőknek is ki kell venniük részüket a háborús és egyéb foglalatosságokban. Az őrök rendjébe tartozó emberek asszonyainak és gyerekeinek közösnek kell lenniük. Ez azért fontos, mert megelőzi a férfiak közti viszálykodást. Csak a legbátrabbaknak lehet meg az a kiváltságuk, hogy szaporodjanak.

## VI. könyv
A VI. könyv elején találjuk a filozófus rövid meghatározását: "az, aki képes megragadni az örök és változatlan létezőt". Továbbá fontos jellemzője személyiségének, hogy szerelmes abba a tudományba, amely megvilágítja a "keletkezés és a pusztulás között nyomorgó örök lényeg világát." Ezért egy állam vezetésére – Platón szerint – a filozófus a legalkalmasabb, mert nemcsak bölcsességszerető, hanem a többi erénnyel is rendelkezik (igazságos, bátor, mérsékletes).
A filozófusok a politikai életben azonban nincsenek megbecsülve. A helyzet bemutatására Platón a hajóhasonlatot írja le: ha egy hajó tulajdonosa (a nép) testesebb, erősebb a többi embernél, de nagyot hall, rövidlátó, és a hajózáshoz minden szempontból is csak igen keveset ért, akkor a hajósok (a polgárok, politikusok hada) tusakodni fognak egymással a kormányosi rangért. Állandóan a hajó ura körül sündörögnek, rimánkodnak, mindent elkövetnek, hogy csak nekik adja át a kormányt. Azonban a kormányzáshoz egyik sem ért, és azt hiszik, hogy ez nem is tanítható. Mivel nem sejtik, hogy mi mindent kell tudni az állam kormányzásához, a filozófust is csak időjósnak fogják tekinteni.
Filozófussá az ember hosszú tanulás útján lehet, ez azonban korántsem jelenti azt, hogy nem romolhat meg a természete. A filozófust megrontja és elvonja minden, ami szépség, vagyon, testi erő, előkelő, befolyásos rokonság, és mindaz, ami ezekkel kapcsolatos. Ezért fontos, hogy selejtes emberek ne kerüljenek hatalmi pozícióba, csupán olyanok, akik filozófusnak születtek:
„Mihelyt mindenféle kis rongyember észreveszi, hogy megüresedett ez a különben oly szép nevekkel és tisztességgel teljes terep, oly örömest ugrik át mesterségéből a filozófiába, mintha a börtönből megszökve a templomban keresne menedéket, holott a maga kis szakmájában talán a legkülönb volt. Ám a többi mesterséghez képest a filozófia tekintélye – még jelen állapotában is – messze magasan fényeskedik most is, így csak sóvárog felé a sok tökéletlen, bár szakmájukban, kétkezi mesterségükben nemcsak a testük tört meg, hanem a szolgai gürcölésben lelkük is megrokkant és elkorcsosult.”
A tömeg emberek mást tartanak jónak, mint a filozófusok: a tömeg az élvezetet tartja jónak, a filozófus pedig a bölcsességet. A helyes, a valódi "jó" -t Platón a naphasonlatban mutatja be: a szemben megvan a látás képessége, a tárgyakban pedig a láthatóságé, a kettőn kívül szükséges valamilyen közeg, a mi összeköti a kettőt. Ez a közeg a fény, amelynek a forrása a Nap. A lélek rendelkezik a megismerés képességével, az ésszel, a dolgok pedig megismerhetőek, ésszel felfoghatóak. Az összekötő közeg a tudás és az igazság, melynek az oka a Jó. Ahogyan a látható világban a Nap a láthatóságnak, a keletkezésnek és növekedésnek is oka, úgy a Jó nemcsak a megismerhetőségnek az oka, hanem a létnek és a lényegnek is.

## VII. könyv
A 7. könyv elején olvasható Platón legismertebb hasonlata, a barlanghasonlat melyben a szellem felemelkedését írja le az ideák világa felé. Az emberek barlangban leláncolt lényekhez hasonlítanak, akik a külvilágból nem látnak semmit, a mesterséges tárgyak árnyékát, amelyet egy fényforrás a barlang falára vetít, valóságnak tartják. A barlangban lekötözve ülnek, közöttük és a hátuk mögött levő tűz között egy út vezet el, mely mellett egy fal húzódik. Emögött más emberek tárgyakat visznek, a fal fölé emelve, mint egy bábszínházban. A barlangban ülők ők azt tartják valóságosnak, amit épp látnak.
Képzelj el egy föld alatti, barlangszerű szálláson – amelynek bejárata a fény felé tárul, és olyan tág, mint a barlang – embereket, …fejüket a béklyóktól nem tekerhetik körbe: a hátuk mögül, föntről, lobogó tűz világít; e tűz és a béklyózottak között fent út vezet, ennek hosszában alacsony fal épült, mint amilyen a közönség és a bűvészek között lévő kerítés, mikor az utóbbiak csodákat mutogatnak.
Ha egyszer az egyik rabot valaki felszabadítja, felvinné a felszínre és megmutatná neki az igazi dolgokat, először a nagy fénytől semmit sem látna. A nap fénye fájdalmat okozna a sötétséghez szokott szeméhez, ezért úgy kéne húzni-vonni:
Ha valamelyiküket föloldoznák és kényszerítenék, hogy álljon föl, tekergesse a nyakát, lépkedjen, pillantson a fénybe, mindezt kínlódva tenné, és a nagy sugárzástól képtelen volna észrevenni, aminek az árnyképét látta; … Szerinted nem volna zavarban, és nem azt hinné, hogy amit előbb látott, sokkal igazabb valóság, mint amit most mutatnak neki?
…
Először csak az árnyképeket látná, aztán emberek és más dolgok vízi tükörképét, később magukat a dolgokat; aztán már könnyebben szemlélhetné a csillagokat és az eget, persze csak éjjel, amikor a csillag és a Hold fényét pillantaná meg, mintha nappal nézné a Napot és annak fényét.
Ha azonban idővel újra vissza kéne térnie a barlangba, egy ideig, míg a szeme vissza nem szokik a félhomályhoz rosszul látna, a többiek pedig kinevetnék:
És ha ismét amaz árnyak böngészésében kellene versengenie az ottani örökös rabokkal, és vakoskodnék csak, míg a szeme meg nem szokná a sötétet – és ez az idő, míg megszokná, nem is volna rövid –, hát nem kacagnák ki, nem mondanák-e róla: úgy kell neki, miért ment fel, íme szeme világát vesztve jött vissza, hát lám, nem éri meg a felmenetel! És ha valaki eztán megpróbálná béklyóikat megoldani, és felvezetni őket, azt, ha nyakon csíphetnék és megölhetnék – vajon nem ölnék-e meg?
A hasonlatban a tűz a Napot jelképezi, a barlang a látható világot, a felmenetel a lélek felszállását az ideák világába. A hasonlattal Platón az anamnézis folyamatát kívánta bemutatni: a lélek visszaemlékszik az ideák világában látott tiszta ideákra, a világ dolgai – akárcsak a barlang falára vetített árnyékképek – csupán csak az ideák hasonmásai, árnyékképei. A felemelkedést elősegítő út a nevelés: a lelket el kell fordítani az ideák birodalma, a Jó felé. Aki már felemelkedtek az ideák birodalmában, vissza kell térniük a földre, hogy a többi embernek is megmutassák a helyes utat, azaz, hogy felvezessék őket a fényre. Platón szerint a filozófusok a legalkalmasabbak erre a feladatra.
A következőkben, Platón részletesen ismerteti a filozófusok képzését, hogy milyen tudományokat kell elsajátítaniuk: mennyiségtant, mértant, csillagászatot, zenét és végül a dialektikát ami s dolgok lényegének a feltárása a gondolkodás által, az érzékek mellőzésével egészen az ésszel felfogható dolgok velejéig kell, hogy elhatárolódjon, a Jó-ig. A képzés terve a következő:
- elemi nevelési szakasz: zene, költészet és testnevelés (20 éves korig tart)
- tudományos képzés: matematika, csillagászat és harmóniatan (10 év időtartam)
- dialektikus képzés (filozófia) (5 év)
- gyakorlati tevékenység az államban (15 év)
- kormányzás átvétele vagy harmonikus élet.

A képzés ideje alatt a 'diákok' állandó megfigyelés alatt állnak, majd közülük kiválasztják a legjobbakat és csak azok tanulhatnak tovább.

## VIII. könyv

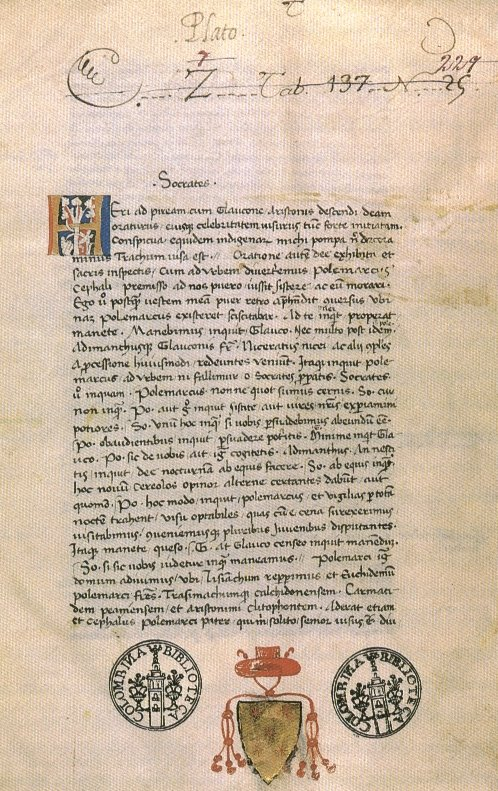
Az Állam című mű latin nyelvű másolata 1401-ből.

Az állam nyolcadik könyvében Platón a hibás államformákat és a neki megfelelő jellemeket írja le. Egyetlen államformát tart jónak: amelyben a legjobbak uralkodnak; görögül arisztokráciának nevezik ezt. A hibás államformák közül négyet tárgyal részletesen: először a spártai vagy timokratikus alkotmányt, ezt a hírnév és a becsvágy jellemzi. Másodszor a oligarchikus államforma, ebben néhány gazdag ember a vezető. A harmadik és a negyedik a demokrácia és a zsarnokság (türannisz). Ezek az államformák egymásból alakulnak ki, úgy, hogy a fokozatos elfajulás irányába haladnak. Az elfajulás okát, Platón a vezetőcsoport belső meghasonlása és az egység megbomlásával magyarázza. A változás filozófiai ok pedig az, hogy minden ami keletkezik, szükségszerűen el is enyészik. Platón a bomlásnak másik okaként azt hozza fel, hogy a vezetők nem megfelelő időpontot választják az utódok nemzésére, így előfordul, hogy nem megfelelő felek házasodnak össze és így viszály támad.
Minden államformát a benne domináló jellemek határoznak meg. A timokratikus államokban az indulat uralkodik, ezt követi a vágy. A helyes azonban az amikor az ész uralkodik, és az csak az arisztokratikus államban valósulhat meg. A demokrácia azért nem jó mert abban a nép uralkodik és a népet elsősorban a vágyai vezérlik. A demokráciában mindenki a vágyainak él, ezért teljes a káosz és a rendezetlenség. Pedig, mondta Platón, nem minden vágyat kell kielégíteni: vannak szükségszerű és nemszükségszerű vágyak, és csak az előbbiek kielégítése válik hasznunkra. a többi vágyat fegyelmezni kell, mert ártalmasak a lélekre nézve.

## IX. könyv
A kilencedik könyvben Platón visszatér arra a kérdésre, hogy vajon melyik ember boldogabb: az igazságos vagy az igazságtalan? Legrosszabb embernek a türannoszt nevezi meg, aki egyben a legboldogtalanabb is. Erre három érvet is felhoz: a türannosz rabszolgához hasonlatos, nem szabad szegény és éhező. Továbbá állandó félelemben és rettegésben él mindenünnen ellenségek leselkednek rá. 
A második bizonyíték bemutatására, Platón az állam három csoportjához hasonlóan, az egyéni lelkeket is három részre osztja: ész, bátorság és vágyakozás. Mindhárom lélekrésznek megvan a maga sajátos gyönyöre, vágya és hasonlóképpen az uralmi formája is. A legmagasabb rendű lélekrész, az ész feladata az emberi lélekben az, hogy bölccsé váljon: erénye a bölcsesség. A tetterő feladata energikusan engedelmeskedni az észnek: erénye a bátorság. A vágyakozásnak is meg kell hajolni az ész bölcsessége előtt: erénye ennek megfelelően a mértékletesség. A három fajta lélekrész, három fajta embert eredményez: a bölcsességszerető, a győzni szerető és a nyereségvágyót. Ezeknek az embereknek az életformájuk is különböző. Az igazi létező szemléletének gyönyörét csak a bölcsességszerető ízlelheti meg, egyedül ő képes helyes ítélkezni, mivel egyedül neki vannak az erre megfelelő eszközei: a tapasztalat, a gondolkodás és a logika. Ezért ő tekinthető a legboldogabbnak a három közül.
A harmadik bizonyítékként azt állítja Platón, hogy a tudásszerető ember a létezőket szemléli, és ez különb, mint a többi értelmetlen gyönyör, ezért különb is a többinél, következésképp boldogabb is.
„Az égben talán van egy minta annak a szeme előtt, ki ezt látni vágyik, s midőn megfigyelte, magában ki tudja ezt alakítani.”

## X. könyv
A tizedik könyvben, Platón megfogalmazza a művészet elleni filozófiai kifogását: a művészek csupán a látszatot utánozzák, mindaz, amit utánoz, már maga is utánzat. A valódi dolgok, az ideák Isten alkotásai; a való dolgok a kézművesek alkotásai, a művész pedig műalkotások alkotója. És mivel az igazi létező az idea, az érzékelhető tárgy pedig ennek az utánzata, a lefektetett tárgy pedig ez utóbbit utánozza, tehát az utánzat utánzata, kevés köze van az igazsághoz. Ezért Homérosz is tudatlan – írja Platón.
A X. könyv következő részeiben Platón a lélek halhatatlanságával és túlvilági élet elbeszélésével foglalkozik. A lélek halhatatlanságát Platón a következő gondolatmenettel bizonyítja: míg a testet ért betegségek képesek elpusztítani a testet, addig a lelket ért betegségek nem pusztítják el a lelket. Példa erre az, hogy a lélek betegségei: az igazságtalanság, szertelenség, gyávaság, tudatlanság nem pusztítják el a lelket, hisz az ilyen emberekről azt látjuk, hogy nem halnak bele.
A lélek a testtel való kapcsolata révén eltorzul, azonban mivel rokona az isteninek és a halhatatlannak és az örökkévalónak, a halál beálltakor, miután megszabadult a testtől, a torzulás elmúlik. A halál beálltakor az emberek megítéltetnek igazságos, illetve igazságtalan cselekedeteik szerint: „az istenek előtt nem marad rejtve sem az igazságos, sem az igazságtalan.”
A dialógus Ér elbeszélésével, a túlvilági élet helyszínének leírásával zárul.